# Franco Menichelli
Franco Menichelli (n. 3 august 1941, Roma, Regatul Italiei) este un gimnast artistic ce a reprezentat Italia, medaliat olimpic. A participat la 3 ediții ale Jocurilor Olimpice (1960, 1964, 1968) în care a câștigat o medalie de aur, o medalie de argint și trei medalii de bronz.